# حديقة الفراشات
حديقة الفراشات بدبي ( English: Dubai butterfly garden)هي حديقة للفراشات تقع في منطقة دبي لاند،  البرشاء 3، دبي، الإمارات العربية المتحدة . وهي أكبر حديقة فراشات داخلية في العالم وأول حديقة فراشات في المنطقة.
افتتحت الحديقة في عام 2015 وتضم أكثر من 15000 فراشة من أكثر من 45 نوعًا. وتضم متحفًا للفراشات، وعشرة قباب يتم التحكم في مناخها بدرجة حرارة 24 °C، بركة أسماك كوي في Dome 2، ومنطقة تعليمية. تبلغ مساحة الحديقة 2600 م 2. يقع مباشرة بجوار الشمال الشرقي من حديقة دبي المعجزة، بمدخل منفصل.

## الإنشاء
تعتبر صاحبة فكرة إنشاء حديقة فراشات، في دبي هي شركة آكار للخدمات الزراعية. وقد أقيمت الحديقة على مساحة تقدّر بحوالي 4400 متراً مربّعاً. وبعد ذلك تمّ إضافة بعض المساحة لها لتصبح مساحتها كاملةً 6673 متراً مربّعاً , وقد تمّ بناءها في شارع الشيخ محمد بن زايد.
تحوي على أكثر من 50 نوعاً من الفراشات، لكلّ منها شكلها الفريد ولونها الخاصّ، وميزاتها، وأحجامها المختلفة. و يتمّ التحكّم في مناخ القبب، ممّا يمنح الفراشات بيئة مريحة للطيران حولها، حيث درجة الحرارة تتراوح بين 18 إلى 25 درجة مئويّة على مدار العام. فهي بيئة مناخيّة للنباتات وللفراشات. تم تجميع الفراشات من عدّة دول مختلفة ومن هذه الدول تايلاند، والفلبين، وكوستاريكا، وتحتوي الحديقة على زهور، ونباتات، وهما من نوع مختلف للأزهار، والنباتات.

## أنظر أيضًا

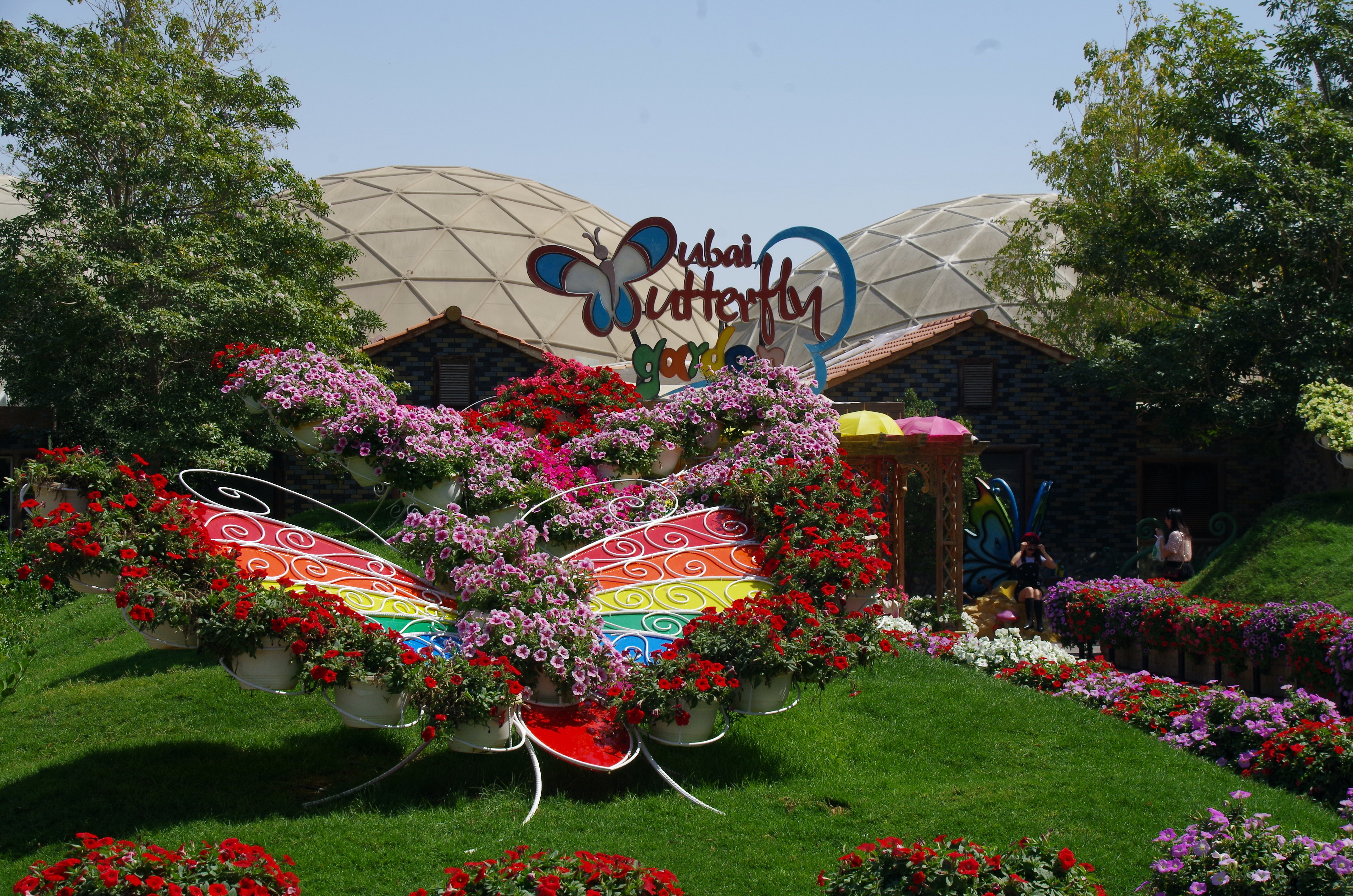
تعرف على حديقة الفراشات في دبي التي تضم اكثر من15 ألف فراشة

- بيت الفراشة
- حديقة دبي المعجزة
- قائمة منازل الفراشات
- قائمة مناطق الجذب السياحي في دبي